# 中村慶一郎
中村 慶一郎（なかむら けいいちろう、1934年〈昭和9年〉6月29日 - 2020年〈令和2年〉10月29日）は、日本の政治評論家、元読売新聞政治部記者。内閣総理大臣秘書官（三木内閣）、内閣官房参与、国民新党顧問を務めた。

## 略歴
東京府の出身で、早稲田大学政治経済学部を卒業後の1957年に読売新聞社へ入社して地方部と政治部に勤務する。政治部で三木派の番記者を務めた。
1974年に読売新聞社を退職して12月に発足した三木内閣で総理秘書官を務めた。三木内閣退陣後はラジオ関東報道部長を経て、政治評論家として日本テレビ系列の「読売新聞あすの朝刊」でニュースキャスターを、早朝番組「ルンルンあさ6生情報」と「ジパングあさ6」、深夜ニュースワイド「NNNきょうの出来事」でそれぞれコメンテーターを担当した。
森喜朗総理大臣から内閣官房参与（広報担当）に起用される。2000年11月9日に加藤紘一は、「森首相に（内閣）改造はやらせない」と後の加藤の乱の契機となる倒閣宣言を中村を含む5人の政治評論家らを前にして語るが、居合わせた中村は内閣官房参与という立場もあり、加藤の倒閣宣言はすぐに中村から森首相に伝わった。
2007年7月の第21回参議院議員通常選挙に国民新党公認で比例区から立候補を表明したが、選挙直前に東京都選挙区（定数5）に鞍替えて約15万票を獲得したが得票数9位で落選する。その後も国民新党の顧問を務め、2009年の総選挙に比例東京ブロックから立候補して落選し、国民新党は2013年に解党した。
2020年10月29日に虚血性心疾患のために死去。
86歳没。

## 出演
いずれも日テレ
| 期間          | 期間          | 番組名              | 役職                 |
| ------------- | ------------- | ------------------- | -------------------- |
| 1974年4月1日  | 1996年3月31日 | 読売新聞あすの朝刊  | キャスター           |
| 1983年5月9日  | 1992年3月27日 | ルンルンあさ6生情報 | 不定期出演           |
| 1992年3月30日 | 1999年6月25日 | ジパングあさ6       | コメンテーター       |
| 1992年10月3日 | 1993年7月17日 | ヒューヒュー        | 不定期出演           |
| 2003年9月29日 | 2006年9月29日 | NNNきょうの出来事   | ゲストコメンテーター |

## 著書
- 『三木政権747日 : 戦後保守政治の曲がり角』行政問題研究所出版局、1981年1月1日。NDLJP:12284671。
- 『河本敏夫・全人像』行政問題研究所出版局〈行研political hopefulシリーズ〉、1982年9月28日。NDLJP:12194380。
- 『政治一筋 : 毛利松平の闘い』投資ジャーナル、1983年3月。NDLJP:12261241。
- 『田中角栄戦国史 : 政治天才・権力支配の構図』ビジネス社、1985年9月26日。NDLJP:12231499。（新版1994年）
- 『「腹芸」の研究 : 自分を優位に導く勝者の機略術』経済界〈Ryu selection〉、1985年10月31日。NDLJP:12129612。
- 『総理の器 : 「業の世界」を生ききるリーダーの条件』（光文社、1996年）
- 『天運天職 : 戦後政治の裏面史、半生、巨人軍を明かす』（渡邉恒雄の回想で中村は聞き役。光文社、1999年）
- 『昭和政争　闇将軍・角栄最後の1000日』（講談社、2019年）